# Claude-Charles Pierquin de Gembloux
Pour les articles homonymes, voir Pierquin.
Claude-Charles Pierquin de Gembloux, né le 26 décembre 1798 à Bruxelles et mort le 11 septembre 1863 à Paris 1er, est un médecin et inspecteur d'académie polygraphe, érudit hétéroclite et auteur inclassable français.
« Sa bibliographie, écrit un critique, forme, à elle seule, un magnifique poème où se mêlent, s’affrontent et se complètent l’histoire, l’archéologie, la numismatique, la philologie, la pédagogie, la médecine, l’hygiène, la poésie. »

## Biographie
Fils d’un ancien intendant militaire, Claude-Charles Pierquin accole à son nom celui de Gembloux, ville dont était originaire sa mère.
Lors de ses études, sous la direction de l’abbé Eliçagaray, au lycée de Paris, il se fait remarquer parmi ses condisciples par son amour de l’étude et par une assiduité au travail qui ne s’est jamais démentie depuis. Pendant la période des Cent-Jours, en 1815, il prit le parti de Napoléon, se fédéra, et partit comme volontaire dans le corps des fédérés de Montpellier. Il vota en faveur de l’acte additionnel, et se prononça pour l’exclusion perpétuelle des Bourbons. Sa conduite militaire attira sur lui l’attention du général Forestier, commandant de la citadelle de Montpellier, et du lieutenant général Gilly, qui le nomma provisoirement, en sa qualité de commissaire extraordinaire, membre de la Légion d’Honneur, en récompense des services qu’il avait rendus à la ville de Montpellier, en contribuant à comprimer l’insurrection du Midi, et à paralyser les tentatives des insurgés pour s’emparer de la citadelle de cette ville, et en combattant les brigands organisés par Montcalm.
La seconde rentrée des Bourbons annihila la faveur accordée par le général Gilly à Pierquin qui, dès ce moment, se livra à la carrière de l’enseignement, et fut admis, en qualité de maître d’étude d’abord et ensuite de régent, au collège de Valence, poste dont il est destitué, en 1817, après avoir été emprisonné et condamné correctionnellement comme auteur d’une chanson politique bonapartiste intitulée la Télémaque. Il fit appel de ce jugement et fut acquitté comme n’en étant pas l’auteur, mais il n’en fut pas moins destitué de ses fonctions dans l’université. 
Dès lors, il se livra avec ardeur aux études médicales, fut reçu docteur en médecine à l’université de Montpellier, en 1821. Il fut alors attaché à l’hospice de la Charité à Montpellier, en qualité de médecin mais, désirant posséder un cabinet, il abandonna ses fonctions et vint s’établir à Paris, où, perfectionnant son éducation historique et archéologique, il ne tarda pas à prendre rang parmi les écrivains les plus laborieux et les plus érudits de son époque. Exerçant, dans les années 1820, à l’hôpital de la Charité, il entretient une liaison avec la chanteuse d'opéra Caroline Branchu.
En 1830, lors de la Révolution de Juillet, il combattit encore pour la cause de la liberté, dans les rangs des libéraux. Dès les premiers coups de feu, il servit tour à tour comme soldat, comme officier, comme médecin, comme l’attestent les nombreux certificats qu’il présenta à la commission des récompenses nationales, qui le porta sur la première liste des décorés de juillet, et sollicita pour lui sa réintégration dans les cadres de l’université, en qualité d’inspecteur d’académie, vers le mois de décembre 1830, à l’académie de Grenoble. Il avait, auparavant, été nommé membre de la commission des condamnés politiques. Avant son départ pour Grenoble, Pierquin prononça sur la tombe de Félicité de Genlis, dont il était l’ami, un discours à la mémoire de l’ancienne gouvernante du nouveau roi.
En 1820, Pierquin avait sollicité, mais vainement, du gouvernement la permission d’aller étudier, à la Vera Cruz, une fièvre qui menaçait les ports, et qu’il put observer plus tard à Barcelone. Animé du même esprit d’investigation et de philanthropie, il ne recula pas devant le choléra, et, après avoir obtenu un congé, il alla se familiariser avec lui à Bruxelles, à Anvers, et fit servir sa tournée inspectorale à l’étudier de nouveau, principalement à Marseille et à Avignon. Lorsqu’un lazaret fut établi à Grenoble, il offrit au ministre de l’Intérieur de se renfermer gratuitement auprès des malades. En 1838, Il est nommé inspecteur d'académie à l’académie de Bourges poste dont il démissionne en 1849,,.
En 1835, Pierquin est élu membre correspondant à l'Académie des sciences, belles-lettres et arts de Savoie,.

## Œuvre
Travailleur infatigable, membre d'une cinquantaine de sociétés savantes françaises et étrangères, il publie plus de 160 ouvrages sur les sujets les plus divers tout en contribuant d'innombrables articles aux revues scientifiques et aux encyclopédies de son temps. Il rédige ainsi pour l’Encyclopédie de la folie, éditée entre autres par François Magendie et Georges Cuvier, un Traité de la folie des animaux que Carl van Vechten cite dans son livre sur les chats. L'ouvrage qui marqua le plus ses contemporains et qui lui valut d'être classé par André Blavier parmi les fous littéraires est l’Idiomologie des animaux, ou Recherches historiques, anatomiques, physiologiques, philologiques, et glossologiques sur le langage des bêtes. Il y formule la théorie selon laquelle les hommes et les animaux parlaient à l'origine un même langage et compile à l'appui de sa thèse un « glossaire ouistiti » dont voici quelques extraits :
- GHRÎÎÎ — Venir.
- GUENOKIKI — Frayeur terrible : cri d'alarme qui équivaut à fuir, à craindre fortement, redouter.
- IROUAHHI — Douleur violente et morale allant jusqu'au désespoir.
- IROUAH-GNO — J'ai une douleur morale affreuse, sauvez-moi, épargnez-la moi.
- KRRRREOEOEO — Être heureux, jouir d'un bonheur profond, accompli.
- KEH — Être un peu mieux, souffrir moins.
- KOUIC — Être contrarié, être vexé, être gêné.
- OCOCO — Terreur profonde.
- OUIC — Protection, secours.
- QUIH — Il me manque quelque chose que je désire vivement, que je demande.
- QUOUÉÉE — Souffrir avec désespoir de ce qu'on ne peut échapper à une douleur physique ou morale.
- Sifflet — S'ennuyer, désirer le boire, le manger, le soleil, le plaisir, etc.

Il est également auteur de plusieurs recueils de poésies en langue occitane publiées dans les années 1840.

## Publications
Parmi les quelque 160 ouvrages attribués à Pierquin de Gembloux, seule une partie a été recensée.
- Délassement de l'Iatrique, poème (1818)
- Héroïde à Belle et Bonne, poème (1820)
- Recherches sur l'hémacélinose (1821)
- Sur les antiquités du département de l'Hérault (1823)
- Réflexions sur les maladies intellectuelles du sommeil (1829)
- Poèmes et poésies (1829)
- Nouvelles poésies (1829)
- De la Peine de mort et de son influence sur la santé publique (1830)
- De l'Arithmétique politique de la folie (1831)
- Antiquités de Grenoble (1835)
- Les Livres saints, poème (1835)
- Antiquités de Gap (1837)
- Lettre à M. de Freulleville sur le tombeau de Déols (s. d., entre 1837 et 1839)
- Antiquités d'Autun (1838)
- Traité de la folie des animaux, de ses rapports avec celle de l'homme et les législations actuelles, précédé d'un Discours sur l'encyclopédie de la folie, et suivi d'un Essai sur l'art de produire la folie à volonté, par Pierquin, revu par Georges et Frédéric Cuvier, Magendie, Schnoell, Mathey, Huzard, etc. (2 volumes, 1839)
- Lettre à M. Laureau de Thory sur le mont Beuvrach (1839)
- Lettre à Mgr l'évêque de Nevers sur un musée catholique du Nivernais (1839)
- Lettre à M. Dupin sur l'histoire de Nevers avant la domination romaine (1839)
- Poésies françaises inédites du P. Bougeant, jésuite (1839)
- Réflexions physiologiques sur le sommeil des plantes (1839)
- Traité de la folie des animaux, de ses rapports avec celle de l'homme et les législations actuelles ; précédé d'un Discours sur l'encyclopédie de la folie, et suivi d'un Essai sur l'art de produire la folie à volonté (2 vol. 1839)
- Réflexions archéologiques et numismatiques sur le bonnet de la liberté (1840)
- Histoire de Jeanne de Valois, duchesse d'Orléans et de Berry, reine de France, fondatrice de l'ordre des Annonciades (1840)
- Dissertation sur les Kuba des Bituriges-Kubi (1840)
- Histoire de la guimbarde (1840)
- Histoire monétaire et philologique du Berry (1840)
- La Bible poétique, ou Choix des meilleures traductions en vers des plus beaux passages de la Bible (1840)
- Histoire de la Châtre (1840)
- Lettre à M. de la Tremblais sur l'histoire de Lamotte-Feuilly (1840)
- Lettre à M. Viguier sur le poisson-dieu des premiers chrétiens (1840)
- Lettre à M. Bory de Saint-Vincent sur l'unité de l'espèce humaine (1840)
- Lettre à M. J.-B. Bouillet sur une inscription chrétienne, regardée comme un monogramme du Christ (1840)
- Notices historiques, archéologiques et philologiques sur Bourges et le département du Cher, avec un glossaire patois  (1840)
- Travaux scientifiques et littéraires (1840)
- Histoire littéraire, philologique et bibliographique des patois, et de l'utilité de leur étude (1841)
- Paléographie gauloise (1841)
- Attila sous le rapport iconographique (1843)
- Les Croiseries dans le Berry (1843)
- Notice sur P. de Candolle (1843)
- Sur l'origine du mot patois Évaline (osselet) (1843)
- Attila défendu contre les iconoclastes Roulez et de Reiffenberg (1843)
- Histoire et antiquités de Gergovia Boiorum chez les Éduens fédérés (1843)
- Pensées et maximes (1844)
- L'origine de la langue basque, ramenée au onzième siècle (1844)
- Idiomologie des animaux, ou Recherches historiques, anatomiques, physiologiques, philologiques, et glossologiques sur le langage des bêtes (1844) Texte en ligne
- Réflexions médico-politiques sur le système pénitentiaire (1844)
- Le Christ et les langues (1844)
- Flurètas nouvèlètas, précédées d'un Discours patois sur la supériorité littéraire et philologique des patois (Bourges, 1845)
- Radicologie de la langue française, avec C. Lecointe (1845)
- Le Coq gaulois (1851)
- Des Divergences du moral et du physique (2 volumes, 1854)
- Bibliographie basque (1858)
- Ætiologie des maladies mentales [s. d.]
- Bibliographie générale de la pensée malade [s. d.]
- Biographique des aliénés, ou Clinique mentale [s. d.]
- De l'Influence de la pensée sur la matière animée et réciproquement (2 volumes, s. d.)
- Idiomologie des Îles Marquises [s. d.]
- Lettre à M. Raynal sur une inscription grecque trouvée à Marseille [s. d.]
- Lettre à M. Tournot sur différents noms donnés à la rivière Isère [s. d.]
- Poésies romanes de saint François d'Assise [s. d.]
- Télémaque, chanson politique [s. d.]

Articles et mémoires
Pierquin de Gembloux a par ailleurs collaboré à L'Observateur des sciences médicales, au Journal du progrès, à la Revue médicale de Bruxelles et aux Nouvelles Annales chimiques de Montpellier. Il a également contribué des mémoires à l'Académie des sciences, arts et belles-lettres de Dijon et des articles à La France littéraire de Quérard, à la Biographie universelle et portative des contemporains de Rabbe et à la Biographie universelle de Michaud.